# Bolton (Connecticut)
Bolton – miasto w Stanach Zjednoczonych, w stanie Connecticut, w hrabstwie Tolland.